# Gobierno de Alejandro Toledo
El gobierno de Alejandro Toledo corresponde al período de la historia republicana del Perú, entre el 28 de julio de 2001 y el 28 de julio de 2006; en donde el país estuvo bajo un régimen encabezado por el economista y presidente del partido Perú Posible, Alejandro Toledo Manrique.
La administración se caracterizó por el proceso de desarrollo del país, por el inicio del despunte macroeconómico con el fomento de la inversión extranjera y la firma de tratados de libre comercio. También destacó la implementación de varios proyectos de inversión en infraestructura y desarrollo humano.
Los eslóganes de su gobierno fueron: Trabajando con cambios (2001-2003) y Trabajo de Peruanos (2003-2006).

## Periodo de transición
En la primera vuelta de las elecciones generales de 2001 obtuvieron la mayor votación los candidatos Alejandro Toledo y Alan García; ningún candidato superó el 50% más 1 voto requeridos, por lo que los dos participantes pasaron al balotaje, que fue realizado el 3 de junio; en este, Toledo alcanzó el 53,08% de votos.
El 23 de junio de 2001, ocurrió un terremoto de magnitud 8.4 en la escala de magnitud de momento que afectó los departamentos de Arequipa, Moquegua y Tacna; ante ello, Toledo recorrió las zonas más afectadas para ayudar a los damnificados. El día 25, Toledo partió a Nueva York para emprender una gira por España, Francia, Bélgica y Alemania para conseguir inversiones extranjeras y tratar temas bilaterales.
Para la visita a Nueva York, Toledo fue acompañado por su esposa, Eliane Karp; el vicepresidente electo, Raúl Diez Canseco Terry y el jefe del plan de gobierno, Pedro Pablo Kuczynski. El presidente electo se reunió con el Secretario General de las Naciones Unidad, Kofi Annan y con el jefe del Programa de las Naciones Unidas para el Desarrollo, Mark Malloch Brown para buscar apoyo a la denominada Mesa de Donantes, que estuvo destinada a recaudar 300 millones de fondos no reembolsables para la reconstrucción de las zonas afectadas por el terremoto en el sur. De la misma manera, Toledo se reunió con el presidente de JP Morgan, Bill Harrison y los ejecutivos Brian OíNeil y Susana de la Puente Wiese quienes se comprometieron a donar personalmente para la reconstrucción.
En Washington D. C., Toledo se reunió con el Consejo Empresarial Peruano-Norteamericano y con el Cuerpo de Paz. En la capital americana también se reunió con el vicepresidente del Banco Mundial, David de Ferranti, para la firma de un préstamo de 100 millones de dólares. Toledo almorzó en la Cámara de Comercio de Estados Unidos junto a banqueros, empresarios e inversionistas. Luego, Toledo se reunió con Secretario de Estado de los Estados Unidos, Colin Powell y posteriormente fue recibido en la Casa Blanca por el presidente George W. Bush. Toledo también sostuvo reuniones con Madeleine Albright, César Gaviria y el presidente del BID, Enrique V. Iglesias.
De la misma forma, en Washington, se reunió con el Banco Interamericano de Desarrollo, el cual aprobó un crédito de 250 millones de dólares para atender demandas sociales y uno de 18 millones para la ciudad de Arequipa. Toledo también sostuvo reuniones con el director gerente del Fondo Monetario Internacional, Horst Köhler y el jefe de la Agencia de los Estados Unidos para el Desarrollo Internacional, Andrew Natsios.
Toledo llegó a Madrid junto a su comitiva, a la que se sumó el escritor peruano Mario Vargas Llosa, para emprender un viaje por países europeos para atraer inversiones. El 28 de junio, fue recibido por el rey Juan Carlos, la reina Sofía y el ministro de exteriores Josep Piqué. Posteriormente fue recibido por el presidente del Gobierno, José María Aznar, quien se comprometió a participar en la mesa de donantes con 125 millones de dólares para el programa social de emergencia Al día siguiente, Toledo desayunó con los ejecutivos de las principales empresas con sede en Madrid en la sede de la Confederación Española de Organizaciones Empresariales.
El 30 de junio, en París, fue recibido por el presidente Jacques Chirac y el primer ministro Lionel Jospin quienes también anunciaron apoyo económico al Perú con 250 millones de dólares no reembolsables y 300 millones en canje de deuda por inversión. La gira continuó en Estrasburgo, ciudad en la cual Toledo sostuvo reuniones con el presidente de la Comisión Europea, Romano Prodi y la vicepresidenta Loyola de Palacio, quienes anunciaron que reactivarían la cooperación europea con Perú con apoyos equivalentes a 43 millones de dólares que estaban suspendidos debido al régimen autoritario de Alberto Fujimori. También anunciaron una ayuda de 8.6 millones de dólares para los damnificados por el terremoto.
En Berlín, Toledo se reunió con el canciller alemán Gerhard Schröder y el ministro de cooperación económica Heide Wieeczorek.
Toledo regresó a Lima el 5 de julio de 2001 y, en declaraciones a los medios de comunicación resumió lo alcanzado en el viaje:
- La reinsersión política del Perú en la Comunidad Internacional, luego de las sanciones impuestas al régimen de Alberto Fujimori.
- Apoyo al Programa de Emergencia Social Productivo (PESP) y la lucha contra la pobreza, así como el aumento de la ayuda para los damnificados del terremoto del sur.
- Establecimiento de mecanismos que permitan manejar la deuda externa con canjes por inversión y créditos blandos.
- Creación de una Mesa de Donantes, coordinada y auspiciada por España, Francia, Alemania, la Unión Europea, el Banco Interamericano de Desarrollo, el Banco Mundial, el Fondo Monetario Internacional, el Programa de las Naciones Unidas para el Desarrollo (PNUD) y la Agencia de los Estados Unidos para el Desarrollo Internacional.

## Toma de mando
La ceremonia de toma de posesión se dio el 28 de julio de 2001 en el Palacio Legislativo, contó con la presencia del príncipe Felipe de Borbón y Grecia, los presidentes sudamericanos: Fernando de la Rúa, Ricardo Lagos, Fernando Henrique Cardoso, Gustavo Noboa, Andrés Pastrana, Luis González Macchi, Miguel Ángel Rodríguez Echeverría, Jorge Batlle, Mireya Moscoso, Hipólito Mejía, Hugo Chávez y Jorge Quiroga; del mismo modo, los exmandatarios bolivianos Jaime Paz Zamora y Gonzalo Sánchez de Lozada. Entre las delegaciones internacionales estuvieron la presidenta del parlamento europeo Nicole Fontaine, la primera dama de México, Marta Sahagún, el canciller argentino Adalberto Rodríguez Giavarini, el primer ministro de Israel, Shimon Peres y el representante de comercio de Estados Unidos, Robert Zoellick. 
Toledo dirigió un mensaje a la nación en el cual propuso detener la compra de armas en la región latinoamericana, el nombramiento de un fiscal anticorrupción para investigar los casos de enriquecimiento ilícito de los gobiernos anteriores, la lucha frontal contra la pobreza; así mismo anunció una política fiscal y monetaria disciplinada que evite rebrotes inflacionarios, la conservación de la democracia, la inclusión social y el fortalecimiento de las relaciones internacionales.
El día 29 de julio, Toledo juramentó simbólicamente en una ceremonia que se realizó en Machu Picchu; en ella prometió combatir la pobreza, trabajar por los necesitados, impulsar el turismo y trabajar incansablemente porque este país ingrese a la era de la modernidad pero sin descuidar su riqueza cultural. Su esposa, Eliane Karp, pronunció un discurso en quechua anunciando buenos tiempos para la gran nación del Tahuantinsuyo. Al finalizar la ceremonia, se le entregó a Toledo el Cetro del Poder, un collar de oro y las llaves de la ciudad de Machu Picchu. Fue acompañado por el príncipe de Asturias, Felipe de Borbón y Grecia, el presidente chileno Ricardo Lagos, el costarricense Miguel Ángel Rodríguez y el canciller israelí, Shimon Peres.
El 30 de julio de 2001 presidió el desfile militar, dos días después de que demandó el congelamiento de las compras de armas en Sudamérica; el presidente estuvo acompañado por su homólogo chileno, Ricardo Lagos, autoridades eclesiásticas y civiles, entre las cuales destacó el ministro de Defensa, David Waisman, el primer civil que ocupa ese cargo en los últimos 30 años.

## Inicio
En julio de 2001, Alejandro Toledo eligió a Roberto Dañino como primer ministro. Sin embargo, carecía de los nombres de la nómina completa de ministros. Además, por un lado del partido –encarnado por Luis Solari, su secretario general-, parte de sus congresistas y el grueso de asesores que manejaron la campaña se resistían a Dañino y la influencia cada vez más fuerte que Pedro Pablo Kuczynski tendría a la hora de definir los puestos claves del Ejecutivo. Días después, la situación se tensó cuando Raúl Diez Canseco Terry se descartó a sí mismo en la presidencia del Consejo de Ministros, y la declaración de Solari sobre su oposición a Dañino. Aunque, los más seguros en el Gabinete de Dañino eran: Pedro Pablo Kuczynski en Economía y Finanzas; Diego García Sayán en Relaciones Exteriores; Raúl Diez Canseco en Industria y Turismo; Álvaro Quijandría Salmón en Agricultura; Fernando Villarán en Trabajo; Luis Solari en Salud; Carlos Bruce en Presidencia; Nicolás Lynch Gamero a Educación; y David Waisman en Defensa. Entre otros cargos ya definidos figuraron la presidencia del Banco Central de Reserva del Perú (BCR) para Richard Webb Duarte, y la jefatura de la SUNAT, en manos de Beatriz Merino. La participación de Dañino estaría orientada, por un lado, a agilizar el desembolso de los créditos ofrecidos a Alejandro Toledo en su reciente gira a EE. UU. y Europa. Y como parte de ese proceso, el Premier concretaría donaciones destinadas al financiamiento de los programas sociales. Otro aspecto esencial para el nuevo gobierno es que el Perú tendría hasta diciembre de 2001 para ampliar las condiciones del Acuerdo Andino de Preferencias Arancelarias impulsado por el gobierno norteamericano.
Así, el presidente del Consejo de Ministros, Roberto Dañino Zapata juró el 28 de julio de 2001 junto a todos los ministros, en el marco del cambio de mando. El gabinete se presentó ante el congreso el 22 de agosto para exponer el programa de gobierno; en esta ponencia, Dañino anunció que su gestión se enfatizaría en la creación de puestos de trabajo en un país donde el desempleo y el subempleo ascienden a más del 50 por ciento; además, pidió facultades legislativas en materia tributaria.
El ministro de Economía, Pedro Pablo Kuczynski, vio fortalecida su prédica liberal al interior del nuevo gobierno con el nombramiento de Dañino como presidente del Consejo de Ministros. Logró confinar a ministros con pasado socialista a los denominados portafolios sociales. Mantuvo buena relación con los Ministerios de la Producción (Industria, Pesquería, Energía y Minas, Transporte y Comunicaciones) y contó con las condiciones ideales para seguir desarrollando un esquema económico liberal, pero con matices sociales. No obstante, en los días posteriores, circulaban versiones de que no habría apoyo unánime del Congreso para esta delegación otorgue facultades que requería el ejecutivo. Ya que, el líder del grupo parlamentario de Unidad Nacional, Ántero Flores-Aráoz, aunque evitó tomar una posición definitiva sobre el tema por no conocer el detalle de la solicitud, adelantó que su grupo encontraba contradictorio que, por un lado, se hable de concertación en el Congreso y, por otro, se pida delegación de facultades. Un temperamento parecido tuvo la bancada aprista, sobre todo después del nombramiento de Fernando Olivera como ministro de Justicia. De igual forma, el parlamentario César Zumaeta afirmó que primero su grupo parlamentario analizaría en detalle el impacto de la solicitud del Ejecutivo.
En noviembre de 2001, Alejandro Toledo presidió la XI Cumbre Iberoamericana, realizada en la ciudad de Lima; dicha conferencia contó con la presencia de 19 jefes de Estado y Gobierno de América Latina, España y Portugal.

## Aspecto sociopolítico

### 2001 - 2002

#### Formación inicial de los poderes ejecutivo y legislativo
Debido a la presencia, en minoría, del partido de gobierno Perú Posible en el Congreso, la carencia de disciplina y la ausencia de capacidad para asumir funciones de administración pública, el presidente Alejandro Toledo optó por edificar un gabinete de ministros que poseían gran capacidad profesional pero carecían de vínculos políticos. Aquello supuso el impedimento de la actuación inicial del gobierno, puesto que los ministros si bien tenían gran prestigio profesional, no tenían mayor relación con Perú Posible ni con los equipos que habían preparado propuestas de gobierno durante las campañas electorales. En las primeras semanas cruciales para un gobierno que buscaba el retorno a la democracia, se dedicó a realizar estudios, mediciones, planes de trabajo que retrasaron la acción como tal, por parte del gobierno.

#### Enfrentamiento entre el poder ejecutivo y legislativo
Los primeros ministros designados al inicio de su gobierno, en su mayoría actores independientes, condujeron a un enfrentamiento del partido oficial con estos, ya que los primeros  dirigían su plan como el mantenimiento de los equilibrios macroeconómicos y el impulso a reformas de segunda generación, entendiendo este último concepto como aquellas reformas que se caracterizan por mejorar las instituciones públicas de modo tal que estas sean eficaces y eficientes; los segundos, en cambio, apostaban por una política tradicionalista y populista que hiciera énfasis en un mayor gasto público que permitiera construir apoyo social para el partido, así como el favorecimiento de algunos de sus militantes mediante el acceso a cargos públicos como recompensa.
Evidentemente, aquello causó que los congresistas del partido oficial actuaran como la oposición frente al Ejecutivo, lo cual impidió que mucho de los proyectos presentados por los ministerios fueran rechazados. El rol del Presidente ante este enfrentamiento fue difuso, puesto que en ciertas ocasiones apoyaba a su partido y, en otras, a su gabinete.

#### Problema entre la Marina y el Ejecutivo
En una conferencia de prensa, los ministros Fernando Olivera, David Waisman y Fernando Rospigliosi, junto al abogado José Luis Echaiz Espinoza, mencionaron que se realizaban encuentros entre Vladimiro Montesinos y ciertas entidades privadas en la Base Naval, y eso había sido permitido por los generales de la Marina.
Tras escuchar esta denuncia, el inspector general de Marina, el vicealmirante Jaime Monje Acuña, recibió una llamada telefónica. Era el –hasta ese entonces- comandante general de Marina, Alfredo Palacios Dongo, quien le ordenaba una urgente investigación. Este preguntó: "¿cómo puede alguien hablar tan suelto de huesos ante las cámaras que ingresó dos veces a la Base Naval para entrevistarse con Vladimiro Montesinos violando toda medida de seguridad?". Debido a ello, más tarde, hubo una improvisada reunión en la Base Naval a la que asistieron, además del inspector general, los jefes del CEREC, COMZONAV, FOES y PON. Cada responsable llevaba el registro diario de ingresos de personas ajenas a la Base. Posteriormente, el comandante general, Palacios Dongo, habría llamado al ministro de Defensa, David Waisman, para adelantarle su impresión de los hechos. Ante lo que Waisman, prefirió no opinar.
Días después, otra vez Palacios llamó a Waisman y le anuncio  que ya estaba listo el comunicado producto de la investigación preliminar efectuado por Inspectoría, pero el ministro le respondió que se encontraba en Chiclayo, que conversarían a su retorno a Lima y que además le interesaba visitar las instalaciones de la Base Naval. Cumplido el plazo de viaje, se realizó el recorrido. Este duró dos horas y asistió Waisman junto al inspector general. Por la tarde, sostuvo una reunión privada con Palacios Dongo, donde este le enseñó el comunicado que pensaba difundir como descargo a la denuncia de Echaíz (abogado de los ministros), ya que, según Palacios, era necesario que la opinión pública no se quedara con una versión parcializada. Finalizada la reunión, Waisman le habría advertido que no podía decidirlo él solo y que necesitaba consultarlo. Quedó en responder a las 7:00 p. m., pero Palacios Dongo, al no recibir ninguna comunicación del Ministerio de Defensa y encontrándose reunido en una Junta de Almirantes con los vicealmirantes, decidió emitir el comunicado asumiendo como institución las responsabilidades del caso. El comunicado remeció el escenario político y fue considerado como una sedición contra el poder civil.
Raúl Diez Canseco, encargado de la Presidencia mientras Toledo se encontraba en misión oficial en Nueva York, declaró que sostenía las “reuniones que corresponden, a los niveles adecuados en torno a las investigaciones”, pero que prefería esperar la llegada del presidente Toledo y no tomar partido. Alejandro Toledo a su regreso, convocó a reunión ministerial donde, le informaron lo ocurrido. Por la tarde, citó a Palacios Dongo a su despacho, donde le pidió poner su cargo a disposición. Este se habría rehusado esperando que ordenaran su relevo, como así ocurrió. Y al día siguiente, evidenciando su malestar, no asistió al cambio de mando. Tras la salida de Alfredo Palacios Dongo de la Comandancia General, se escogió de relevo al también vicealmirante Ricardo Arboccó Licetti.

#### Interpelación a los ministros Olivera, Waisman y Rospigliosi
Alrededor de 53 adhesiones, pertenecientes al igual número de congresistas, realizarían la interpelación parlamentaria sobre los ministros Fernando Olivera, David Waisman y Fernando Rospigliosi. Así, legisladores del APRA, Alianza Electoral Unidad Nacional, UPP y Acción Popular, entre otros, demandarán a los titulares de Justicia, Defensa e Interior el esclarecimiento de una situación que había puesto en entredicho a la Marina de Guerra, además de arrojar dudas sobre lo que realmente pasaba en la prisión de la Base Naval del Callao. Buena parte de la oposición e incluso algunas voces dentro del oficialismo decían estar dispuestas a apoyar –si la votación era secreta- la censura del ministro Olivera por estos hechos. Una censura obligaba a reunir 61 votos y la oposición, simplemente no los tenía. Además, el toledismo había convencido a las bancadas de Somos Perú y Acción Popular para que votaran con ella y evitar así una debacle. Sin embargo, Olivera no era tan querido en el Ejecutivo. El escándalo suscitado a raíz de las tres cartas que el ministro de Justicia llevó al Vaticano fue un detonante. Primero, fue el aumento de los jueces, que provocó la indignación de otros sectores y donde Olivera hizo el anuncio sin consultar con nadie. Después, los problemas con la Marina y ahora con la Iglesia. Sin embargo, Olivera salió librado de la interpelación. Pero luego fue citado ante el Congreso para explicar el incidente suscitado con el Vaticano a raíz de las cartas falsificadas del Cardenal Juan Luis Cipriani y el Nuncio Papal.

### 2002-2003

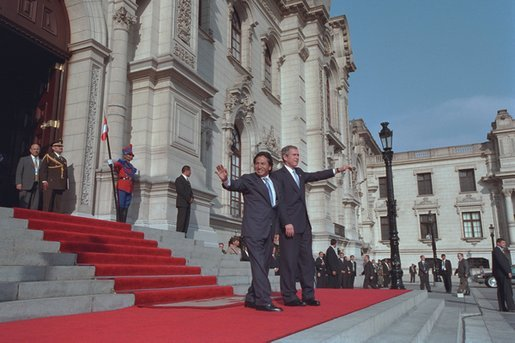
El presidente Alejandro Toledo y el presidente estadounidense George W. Bush (izquierda) saludan desde los escalones del Palacio de Gobierno del Perú, el 23 de marzo de 2002. "Es un honor para mí ser el primer presidente de los Estados Unidos en funciones para visitar Perú", dijo el presidente Bush durante la conferencia de prensa conjunta de los dos líderes.

#### II Congreso Partidario de Perú Posible
En el II Congreso Partidario se incluyó a David Waisman en la Secretaría general, además de Jesús Alvarado y Carlos Bruce. Waisman, influenciado por un grupo de congresistas fundadores del PP –entre los que se encontraba Marcial Ayaipoma- reconsideró su decisión y se convirtió en la carta colegiada de Alvarado para tentar la Secretaría General. La dupla Alvarado-Bruce comandaría el nuevo Comité Ejecutivo Nacional. Sin embargo, Alvarado reculó sobre lo prometido al presidente y volvió a la carga con lo de su lista propia. Le hizo saber al ministro de la Presidencia que cada uno competiría con "su gente". Pero, Waisman comenzó a hablar nuevamente de unidad, pasado el día, pero con un añadido: él también iría a la cabeza y así todos podrían estar felices. Esta salida tampoco satisfizo a los allegados de Alvarado, confiados en que en una elección abierta podían derrotar a Bruce y a las ocho listas más en carrera. Sin embargo, consciente de que las horas pasaban y que el ánimo del Presidente se iba caldeando, Alvarado da su brazo a torcer y negocia con Bruce el resto de puestos en la lista.
Ya para entonces, seis candidatos a la Secretaría General se habían retirado de la contienda. Como era obvio, Jesús Alvarado pactó retirar su lista y presentar una conjunta con Bruce y Waisman. Pero más tarde ese día, César Almeyda, del Comité Electoral del PP,  llama a los personeros para que inscriban a sus candidatos, se percata de que Eduardo Mc Bride se acerca e inscribe la lista original de Alvarado. En ese momento, un miembro del Comité Electoral se percata de la jugada, se comunica con el consejero presidencial Juan Sheput y éste le explica lo que estaba pasando a Toledo. Este le informó lo que Mc Bride había hecho y Alvarado lo amonestó e inscribió la lista unificada con Bruce. Ganó la unión de los tres con un porcentaje de 89% de aprobación. Otra ganadora fue la exministra de la Mujer, Doris Sánchez. Esta candidateaba con su propia lista, puso como condición para declinar ir en la Secretaría de Organización de la lista unitaria. Toledo dio el visto bueno.

#### Arequipazo
En la quincena de junio de 2002, se levantó un movimiento en Arequipa por el Frente Amplio Cívico de esa ciudad, que agrupó al conjunto de la población en seis jornadas de masivas manifestaciones, a las que se sumó la huelga de hambre del alcalde Juan Guillén. Estas medidas fueron en rechazo al proyecto del gobierno de privatizar la empresa eléctrica Egasa para colocarla en manos de la transnacional de matriz belga Tractebel, lo que se traduciría en aumento de las tarifas y despido de trabajadores; además la privatización de esa empresa había sido descartada por Toledo cuando era candidato, posiblemente para expresar el rechazo de las de medidas neoliberales de Fujimori. El movimiento se extendió hacia el sur a Moquegua y a la frontera con Tacna (amenazada igualmente por la privatización de su empresa Egesur, codiciada por la misma transnacional) y del mismo modo hacia el norte de Puno y Cuzco. La región fue declarada en estado de emergencia y bajo control militar. La población no se amilanó y el movimiento creció, adquiriendo un volumen y un grado de combatividad tales que obligaron al gobierno a dar marcha atrás, suspendiendo las privatizaciones. Así lo anunció el propio presidente Toledo, quien pidió disculpas a la población de Arequipa por no haber explicado bien los fines de su política de privatizaciones, que causó un levantamiento popular en esa ciudad.

#### Resurgimiento de Solari
El congresista Luis Solari, después del Arequipazo, recobró confianza por parte de Alejandro Toledo. Luego de firmada la Declaración de Arequipa, y tras una reunión con la alta dirigencia de su partido, el presidente le pidió que lo asesore políticamente. Así, se sabe que participa en la toma de decisiones presidenciales. Para ello se reunió con la larga lista de asesores que rodeaba al Jefe de Estado; coordina con el gabinete de consejeros; e, igualmente, recibió los informes de la Secretaría de Prensa de Palacio, examinó la estrategia que esboza la Secretaria de Comunicaciones, de tal modo que agiliza la relación entre el Ejecutivo y la bancada de PP.
Una de las primeras consecuencias del renacer de Luis Solari fue el fortalecimiento de Perú Posible. El congresista trabajó de la mano con Carlos Bruce y se le sumaron el consejero presidencial Juan Sheput y el congresista y secretario general colegiado, Jesús Alvarado. Los cuatro afinaban una propuesta de relevo ministerial que elevarían para Toledo lea, guarde, dude y finalmente decida. Estos sugirieron el cambio en el 50% del gabinete ministerial.

#### Gabinete Solari
Toledo comenzó a recibir todo tipo de avisos para que recomponga su gabinete electoral, y las marchas y movilizaciones acrecentaron el clima de desgobierno, bajo el nombre de Acuerdo Nacional. Lourdes Flores sostuvo que “Unidad Nacional será implacable hasta que no se renueve el Consejo de Ministros”. Lo propio hizo Alan García, quien retiró temporalmente a su partido de la mesa de Acuerdo Nacional hasta que no hubiera una decisión sobre este tema. El ministro de Economía, Pedro Pablo Kuczynski sugirió, desde Nueva York, apurar los cambios porque la incertidumbre preocupada a los inversionistas.
- El 12 de julio, Alejandro Toledo cambió su gabinete ministerial, y con ello salió Fernando Olivera del Ejecutivo. Pero esto le costó dos ministros para el FIM. Tanto el presidente como sus propios partidarios le aconsejaron que debía dar un paso al costado.[27]
- Luis Solari fue designado como Presidente del Consejo de Ministros, junto a él, ingresaron nuevos ministros: Allan Wagner Tizón (Relaciones Exteriores), Javier Silva Ruete (Economía), Gino Costa Santolalla (Interior), Gerardo Ayzanoa del Carpio (Educación), Javier Reátegui Rosselló (Transportes y Comunicaciones), Eduardo Iriarte Jiménez (Pesquería), Ana María Romero-Lozada (Mujer y Desarrollo Social). Días después juramentó Fausto Alvarado Dodero como Ministro de Justicia.
- Luis Solari se tomó el trabajo de visitar a los principales líderes de la oposición. Valentín Paniagua, Alan García y Lourdes Flores quienes sostuvieron encuentros protocolares con el flamante presidente del Consejo de Ministros. El objetivo, más allá de los buenos deseos de rigor, es garantizar la viabilidad del nuevo gabinete.[27]
- Para Solari, la idea de fortalecer a los gobiernos regionales intenta que estos sean interlocutores válidos que transmitan las necesidades departamentales al gobierno. Así se deja fuera de lado a los frentes regionales y se asegura la “paz social”. Para Solari, esta tendría su correlato en los índices de crecimiento del empleo. Así “el empleo ha crecido en los departamentos donde no hay disturbios y ha decrecido significativamente en donde estos han sido mayores debido a que la inversión no ha llegado.[27]
- Alan García dijo al respecto de lo anterior que “la elección de los gobiernos regionales pone en manos del pueblo y de sus representantes el derecho de orientarse, dirigir y hacer todo aquello que Toledo no hace desde Lima. La democracia tiene sus propios instrumentos para corregir lo que estamos viviendo. El APRA desea hacerse de un buen número de gobiernos regionales para luego formar una asamblea de presidentes regionales y desde allí presionar al ejecutivo. Sin embargo, este objetivo los pondrá en ruta de colisión directa con Perú Posible que intenta también controlar a los gobiernos regionales.[27]

El gabinete Solari se presentó en el Congreso el 9 de agosto de 2002 para exponer la Política General del Gobierno y pedir el voto de confianza. El Parlamento le otorgó la confianza con 57 votos a favor, 1 en contra y 20 abstenciones.

### 2003-2004

#### Manifestaciones en contra del Gobierno
El 27 de mayo de 2003, con la declaración del estado de emergencia por un mes a nivel nacional, los cultivadores de hoja de coca del departamento de Ucayali fueron los primeros en protestar debido a la detención de uno de los líderes, Nelson Palomino, y en contra del Plan de gobierno. Este a causa de las presiones de Estados Unidos debía proceder a la eliminación forzosa de los cultivos de coca y, a cambio, introducir cultivos alternos.
Junto a estas protestas se unieron huelgas por parte del Sindicato Único de Trabajadores de la Educación del Perú (SUTEP), quienes propusieron adelanto de elecciones, y los trabajadores de la sanidad pública en demanda por mejoras salariales. Con todos estos conflictos y un estado de emergencia a nivel nacional, las estadísticas del momento indicaron un apoyo al presidente de solo un 11% de la población. El resultado fue de tres fallecidos y una cantidad no determinada de fallecidos (59 heridos) en Puno por la represión policial. Uno de ellos fue identificado cuando ocurrió en la Universidad Nacional del Altiplano.
En 2004, el entonces ministro del Interior propuso reformas en el sistema policial.

#### Relación del partido Perú Posible en el Congreso
- En mayo de 2003, Alejandro Toledo declaró estado de emergencia en todo el país para prevenir un desborde social a raíz de una oleada de protestas masivas y huelgas por parte de maestros, agricultores y trabajadores de salud, en reclamo de mejoras laborales y salariales. La medida concluyó 30 días después.

- En junio de 2003, salieron a luz serias divergencias en el partido Perú Posible, cuando la mayoría parlamentaria oficialista rechazó las medidas tributarias planteadas por el Ejecutivo. Los ajustes tenían como finalidad obtener recursos destinados a aumentos salariales para los profesores, que cumplieron una extensa huelga.[39] A los días siguientes las encuestadoras revelaron que Toledo contaba con una desaprobación del 85% y apenas un respaldo del 11%. Así, el 23 de junio el presidente del Consejo de Ministros, Luis Solari renunció a su puesto.

#### Gabinete Merino
- Una medida común para afrontar el enfado social durante el gobierno fue la renovación gubernamental. El tiempo del primer ministro Luis Solari ya había culminado para junio de 2003 y se buscaba escoger, estratégicamente, a otro primer ministro que pudiera reenganchar a Toledo y su gobierno con el pueblo. Es así que el presidente Alejandro Toledo inició conversaciones con diferentes personajes como Mario Vargas Llosa, Luis Bedoya Reyes y Ántero Flores-Aráoz.

- Los tres primeros potenciales candidatos declinaron ante la oferta del presidente pero le recomendaron una cuarta candidata, Beatriz Merino. Esta última aceptó sin duda alguna a cambio de algunas condiciones aceptadas por el presidente como una mayor libertad en la toma de decisiones ejecutivas y el cambio de la Superintendenta adjunta de Aduana, Nahil Hirsh a titular de la SUNAT, pese a que esta última condición atacaba los intereses por el puesto por parte de dirigentes de su partido Perú Posible.[40]

- Luego, el día 29 de julio se nombró a Beatriz Merino como Presidenta del Consejo de Ministros; junto a ella juramentaron nuevos ministros.

#### Balance de gobierno 2003
El mensaje presidencial del 28 de julio de 2003 marcó una diferencia con los emitidos en el 2001 y 2002, ya que fue parco en promesa y resultó prometedor. Sin embargo hubo algunas imprecisiones y errores que ponían en duda las promesas presidenciales.
- La mención de un programa de emergencia educativo para el año 2004 supuso la percepción de que tal declaratoria de emergencia, anunciada por Beatriz Merino, no era considerada como una emergencia debido a su aplazamiento, además, un presidente que no es consciente de la gravedad que padece el sistema educativo pese a las estadísticas evidencian lo contrario.

- Otra imprecisión fue la propuesta del presidente de acelerar la reforma en la administración judicial y fijar la edad de 65 años para el cese definitivo de jueces, fiscales y miembros del Consejo Nacional de la Magistratura. Como señaló el Dr. Robert Mac Lean, la reforma judicial no es un asunto fácilmente renovable; por el contrario, resulta irreal y ficticia. La administración judicial lleva consigo diversos problemas que difícilmente se podrán reformar en pocos meses. Por otro lado, en lo referente a la edad, Mac Lean mencionó a distintos juristas que, pese a su avanzada edad, siguen desenvolviéndose en el campo laboral con total eficacia.[41]

### 2004-2005
Según, el año 2004 fue catalogado de «crisis política» según el director del grupo de opinión pública de la Universidad de Lima, Luis Benavente. En ese periodo ocurrieron escándalos varios, en que una de la política Lourdes Flores Nano reclamó la presencia frecuente de escándalos involucrados con Alejandro Toledo; en que su partido político se reunió con otros de oposición para formar un eventual gabinete de emergencia. El oficialismo intentó que entre una investigación a su despacho. Se elaboró un proyecto de ley para adelantar elecciones a cargo de Rafael Rey Rey y José Barba Caballero; que se mediatizó con la campaña «No lo Toledo» (juego palabras con «No lo tolero»).
Además, de su gobierno, Valentín Paniagua criticó la participación del parlamento para obtener comisiones ordinarias, ya que estaría «erosionando gravemente» la imagen de ese poder del Estado. Una de ellas fue la posible creación de una comisión 25, sobre modernización del Estado y planificación estratégica.

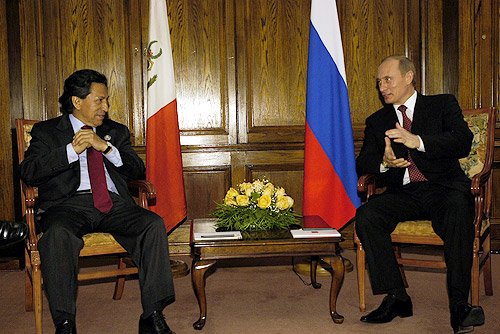
Alejandro Toledo junto a su homólogo Vladímir Putin en 2004.

#### Ilave
El 26 de abril de 2004, el alcalde de Ilave en la región de Puno, Cirilo Robles Callomamani, fue linchado por la población de dicha ciudad por motivos de malversación de fondos y nepotismo. El enfrentamiento terminó con la muerte de dicho alcalde y de dos regidores, así como la desaparición de 17 personas.
Aquel acto representó el lado más primitivo de la política nacional. Ese acto por el que optó la población se debió a varios factores, como la dificultad de la justicia en atender a la pobladores aimaras y la despreocupación de las autoridades centrales por el sufrimiento que padecían. Pese a la solicitud de los pobladores de que dejara la alcaldía y los reclamos frente a la mala gestión que venía realizando, el electo Robles se negó a dejar el cargo, medida percibida por la población como una provocación que, finalmente, desencadenó en la tragedia. El resultado fue que dos regidores, uno elegido extraoficialmente por la población y otra del Jurado Nacional de Elecciones, tuvieron que asumir temporalmente la sucesión.
A causa de la falta de atención policial, Rospigliosi reconoció su responsabilidad. El 29 de abril de 2004, Rospigliosi asistió al Congreso de la República del Perú a una interpelación sobre un enfrentamiento entre efectivos de la DIROES, de la Policía Nacional del Perú, y trabajadores de la empresa Agro-Industrial Pucalá, en el cual falleció un agricultor de Pucalá, Lambayeque. En la misma sesión, Rospigliosi informó sobre los sucesos en Ilave. La oposición planteó una moción de censura contra Rospigliosi; la cual fue aprobada la semana siguiente con 62 votos a favor, 39 en contra y seis abstenciones. El siguiente ministro del Interior, Javier Reátegui, quien fue presentado en Ilave en mayo de ese año, criticó la presencia de un «pequeño grupo» que buscaría imponer la anarquía.

#### Renovación de la mesa directiva
- A fines de julio de 2004, el Congreso de la República eligió la nueva Mesa Directiva para el periodo 2004-2005. Las candidaturas fueron las de Luis Solari, por el partido oficial, y Antero Flores Aráoz, por el partido de oposición. Antero Flores Aráoz fue elegido presidente del Congreso.

- Diversos sectores señalaron las implicancias de poseer como presidente del Congreso a un miembro de la oposición. Históricamente, este hecho pudo ser contraproducente para los propios intereses del Ejecutivo y aumentar los probabilidades de un golpe de Estado como lo respaldan los gobiernos de Fernando Belaúnde (Primer gobierno 1963-1968) y Alberto Fujimori (1990-1995), en los que la oposición ocupó la presidencia del Congreso.[56]

#### Reformas constitucionales
En noviembre de 2004, la Comisión de Constitución del Congreso se reunió con líderes políticos a fin de aprobar la reforma constitucional sobre conformación parlamentaria. Sin embargo, ya el Presidente de la Comisión de Presupuesto advirtió que aprobar la bicameralidad del Congreso, le supondría a éste un gasto de S/.60 millones de soles aproximadamente.
La reunión resultó importante para aclarar las confusiones que existen respecto a la bicameralidad en la Comisión de Constitución, en la cual existió un gran número a favor de la reforma, pero no existió un consenso para crear un plan para la reforma que solucione discrepancias como el número de integrantes que tendrán ambas cámaras (APRA propuso que los diputados sean 120 y los senadores 150, mientras que grupos como UN plantearon que los diputados sean 150 y los senadores 50) o el tipo de distrito electoral que de adoptará (APRA propuso un distrito múltiple mientras que PP propuso un distrito único).
Una vez logrado el consenso respecto a estos detalles, los legisladores se reunieron en la comisión y votaron un dictamen, el cual se llevó al pleno del Congreso para que este sea evaluado y votado a favor o en contra.

#### Pretensión de resolver el conflicto marítimo con Chile
En el año 2004, Perú inicia la pretensión de modificar la delimitación marítima con Chile. Dicha pretensión será formalizada el 19 de junio de 2004 por el presidente Alejandro Toledo, quien se decía que tenía tal pretensión a raíz del descenso que había tenido en niveles de aceptación popular.
El estado peruano sostiene que existe una “delimitación pendiente” de la frontera marítima peruana-chileno que no se menciona en el Tratado de 1929, que puso fin a la guerra del Pacífico. De esta manera, Chile estaría usurpando 35.000 km² de mar peruano. El 24 de octubre de 2005, el congreso aprobó el proyecto de ley 28621, “Ley de líneas bases”, que buscaba revisar y resolver unilateralmente la frontera marítima con Chile. El jueves 3 de noviembre de 2005, el congreso votó a favor en forma unánime, con 98 votos; esa misma noche el presidente Toledo promulgó la ley, que significó el debilitamiento de las relaciones con el país vecino, como consecuencia de esto el 4 de noviembre, un día después, Perú suspendió las negociaciones con Chile para profundizar el acuerdo de complementación económica, misma que iba a servir para firmar el Tratado de Libre Comercio.

#### Fracaso de la instauración del voto facultativo
Entre marzo y abril de 2005 se intentó realizar la reforma constitucional que le permitiría a los peruanos sufragar en las elecciones de manera voluntaria. La iniciativa salió de algunos congresistas, quienes buscaban reformar el tercer párrafo del artículo 31.º de la Constitución, norma que establece que el voto es obligatorio. Sin embargo, la propuesta fue discutida y solo se llegó a  aprobar  a nivel de comisión, con seis votos a favor, cuatro en contra y dos abstenciones; a pesar de ello, no se llegó a un consenso para su final aprobación, por tal motivo el dictamen no llegó a someterse a votación en el Pleno del Congreso.

#### Enfrentamiento entre el poder judicial y ejecutivo
Hugo Sivina, presidente del Poder Judicial, llegó al Tribunal constitucional con la finalidad de presentar una demanda en contra del Ejecutivo por incumplir el artículo 145 de la Constitución, el cual  enuncia que “El Poder Judicial presenta su proyecto de presupuesto al Ejecutivo y lo sustenta  ante el Congreso”. Con base en ello, Sivina acusa al Ministerio de Economía y Finanzas de recortar el presupuesto original de S/.999 millones 715 mil nuevos soles, presentado para el 2005, en  S/.354 millones de nuevos soles cuando lo presentó ante el Congreso.
Ante esta demanda, el Ejecutivo manifestó que se encuentra en toda potestad de presentar el presupuesto al Congreso como lo hiciera con otras entidades como el Ministerio Público y la Defensoría del Pueblo. Además señaló que el MEF establece al primer presupuesto presentado por las entidades un tope máximo de S/.645 millones de nuevos soles sobre el cual cada dependencia deberá organizar su presupuesto, posteriormente, el PJ tiene el derecho de organizar un presupuesto adicional con base en demandas reales.
Sin embargo, la tensión y denuncias del PJ hacia el Ejecutivo se incrementó cuando los trabajadores del Poder Judicial amenazaron con realizar una nueva huelga que paralizaría el sistema judicial ante el incumplimiento del pago de la bonificación especial anunciada por el Gobierno.

### Escándalos políticos

#### Interceptación telefónica
En 2003 se reportó una presunta escucha telefónica en el despacho de Alejandro Toledo Días después, Guillermo Gonzales Arica anunció su renuncia del cargo de secretario del gobierno. Según Augusto Álvarez Rodrich, se trató de uno de los escándalos relacionados con la inteligencia nacional.

#### Escándalo Mufarech
A finales de octubre, hubo un enfrentamiento entre el ministro de Economía, Pedro Pablo Kuczynski, y el congresista Jorge Mufarech (PP). Mufarech acusó a PPK de “falta de sensibilidad con los pobres”. Su infatigable campaña contra la Superintendencia Nacional de Aduanas (SUNAD) y el sistema de supervisión de importaciones siguió dando choques con las estadísticas, aludiendo a cifras absurdas, apartando a personas honorables y coincidiendo con intereses personales. Ahora el actual superintendente de Aduanas, Arturo Ramírez Salomón, es el blanco de las acusaciones y PPK también por avalarlo. Haciendo abuso de su inmunidad parlamentaria, Mufarech comenzó la semana acusando a congresistas de su bancada y funcionarios presentes y pasados de Aduanas.
Más tarde, Javier Velásquez Quesquén (PAP), planteó al pleno una moción para investigar a Ramírez en el marco de un procedimiento para demoler todo lo malo que se pueda haber hecho en la década pasada. Pero Ramírez estuvo en ese cargo nombrado por Fujimori solo en las últimas seis semanas. Y luego desempeñó el puesto durante ocho meses confirmado por el gobierno de transición de Valentín Paniagua. El pedido de Velásquez Quesquén fue rechazado por 42 votos, con 6 abstenciones y 37 a favor, entre ellos el inefable Alfredo González (Solución Popular), Víctor Valdez Meléndez (PP), el propio Mufarech y el aprismo. Mufarech acusaba a PPK de presiones hacia los congresistas para modificar esos votos. Pero PPK negaba esto. Solo el congresista por Puno, Leoncio Torres (PP), hizo causa común con Mufarech.
Días después, Jaime de Althaus en Canal N descubrió las razones de la ojeriza de Mufarech contra Ramírez: En febrero de 1984, el oficial de resguardo aduanero Guillermo Castillo Suárez, que actualmente ostenta el grado de teniente, detectó que el peso de una importación realizada por Mufarech no se adecuaba a la guía de despacho y ordenó un segundo control (en el primer aforo otro vista no había hecho problema). Al abrir el cargamento se descubrió una flagrante irregularidad. Mufarech solo había declarado en la guía aérea de importación una moto náutica  y algunos artículos deportivos. Sin embargo, eran dos motos náuticas, además de una motocicleta arenera Kawasaki, dos remolques y tres llantas de repuesto, según informó el diario La Prensa el viernes 11 de febrero de 1984. El decomiso llamó la atención de la prensa, no por la magnitud del contrabando, sino porque el infractor era hermano del entonces diputado, Miguel Ángel Mufarech Nemy. Jorge Mufarech alegó entonces que había sido sorprendido, que su sobrino y empleado, Pablo Yapur, había realizado el despacho. Además llegó a entrevistarse con el entonces director de resguardo aduanero, pero ya para entonces el expediente se encontraba en manos de la Policía Fiscal. El juicio por defraudación por rentas de aduana se inició. Pero el expediente se “perdió” en la segunda mitad de la década de 1990.
Cuando se detectó la irregularidad, el director de la Dirección General de Aduanas estuvo en ella, por eso la enemistad con Mufarech. También se menciona un hecho más reciente y más de fondo. En octubre de 2000, Ramírez habría recibido insistentes llamadas de Mufarech, quien estaba preocupado por el ingreso de popelina importada a bajos precios. Como fabricante de popelina nacional, Mufarech habría puesto toda su energía en la implantación de una protección arancelaria de manera que el precio del metro de popelina importada llegue a S/.1 nuevo sol, estando el precio internacional alrededor de S/.0.50 nuevos soles. Hechos los estudios del caso, el propósito no puede cumplirse puesto que remontar acuerdos con la Organización Mundial del Comercio no es fácil. La popelina es el insumo principal para la producción de poliéster, tela sintética con la que se confeccionan las camisas de los escolares en el Perú. Y Mufarech es uno de los pocos productores nacionales del insumo y ahora culpa a Ramírez (y las supervisoras).

#### Escándalo Diez Canseco
En noviembre del año 2003 se dio el escándalo Diez Canseco; en el cual el ministro de Comercio Exterior y Turismo se vio involucrado en tráfico de influencias. Un diario local informó del romance del vicepresidente y ministro de Comercio Exterior y Turismo, Raúl Díez Canseco Terry con Luciana de la Fuente. Bajo el título de Los pecados de Raúl, el informe detallaba que el entonces casado y con hijos, Diez Canseco, había contratado a De la Fuente en PROMPEX, entidad que dependía del ministerio que él dirigía, con muy altos sueldos. Al respecto De la Fuente se defendió indicando que ingresó a trabajar a PROMPEX por un concurso público, sin intervención de Diez Canseco. Luego de ello fue revelado que Diez Canseco expidió un decreto que modificaba el régimen tributario para restaurantes situados en una zona del aeropuerto de Lima. La acusación fue que con tal cambio solo había dos beneficiarios, uno de ellos: Germán de la Fuente, su actual suegro, deudor para entonces de impuestos. El 10 de noviembre, el ministro renunció a su función ministerial; esa misma tarde, Alfredo Ferrero fue nombrado como su reemplazo. El 30 de enero de 2004 renunció a la primera vicepresidencia.

#### Crisis del gabinete Merino
En noviembre el ministro de Defensa, Aurelio Loret de Mola, pidió ser relevado del cargo por considerar que no cuenta con el presupuesto necesario para su sector.
En diciembre de 2003, un programa de la televisión local denunció un presunto tráfico de influencias de la presidenta del Consejo de Ministros, Beatriz Merino, a quien se acusó de haber favorecido a su amiga Irma Chonati, con quien comparte una vivienda desde hace doce años, así como a familiares de esta última en la Superintendencia Nacional de Administración Tributaria, de la cual Merino se había desempeñado anteriormente como titular. El programa periodístico reveló que Chonati había sido contratada como consultora en un convenio suscrito por el Centro Interamericano de Administraciones Tributarias (CIAT) y la Superintendencia Nacional de Administración Tributaria. Ante ello, la premier Merino en una comparecencia ante la prensa reconoció su amistad con Chonati pero negó que haya influido para su contratación por parte del CIAT. La premier Merino viajó a los Estados Unidos en medio de rumores de una inminente renuncia. 
El 13 de diciembre el presidente Toledo pidió la renuncia de todos sus ministros y de los 7 asesores presidenciales. El presidente también anunció que un nuevo gabinete sería juramentado el 15 de diciembre. 
El lunes 15 de diciembre Merino regresó a Lima y explicó que un alto dirigente político la había calumniado y acusado de inconducta ante el Cardenal Juan Luis Cipriani y el Nuncio Apostólico Rino Passigato. Los miembros de la iglesia negaron dichas reuniones. La premier explicó a la prensa que había renunciado a la PCM el primer día de diciembre y que el presidente Toledo le pidió que se quede un tiempo más hasta encontrar a un sucesor.
El mismo día 15, el congresista Carlos Ferrero Costa fue nombrado como Presidente del Consejo de Ministros y junto a él juramentaron cuatro nuevos ministros: Manuel Rodríguez Cuadros (Relaciones Exteriores), Roberto Chiabra (Defensa), José León Rivera (Agricultura) y Nidia Puelles (Mujer y Desarrollo Social).

#### Escándalo Almeyda
Luego de la renuncia del vicepresidente, Raúl Díez Canseco Terry, salió a la luz una grabación en la que César Almeyda, exjefe del Consejo Nacional de Inteligencia y amigo de Toledo, negociaba un acuerdo clandestino con el fallecido general Oscar Villanueva, conocido como el «cajero» de Vladimiro Montesinos. La grabación registró una conversación de diciembre de 2001 en la que Almeyda ofrecía a Villanueva la posibilidad de «recomendarlo» con algún juez para que levantara una detención que pesaba sobre él, a cambio de dar al gobierno información sobre personas ligadas a la corrupción. Luego de revelada la grabación, de un encuentro confirmado por el exasesor en enero de 2004, el presidente dio una conferencia de prensa en donde le «declaró la guerra» a la denominada mafia montesinista; pero enseguida el gobierno recibió fuertes críticas: el legislador José Barba Caballero, invitó a Toledo a renunciar al cargo y llamar al presidente del Congreso, Henry Pease, para que convoque a elecciones generales anticipadas. Del mismo modo el diario El Comercio, presentó el 12 de febrero un editorial en el cual se le pedía al presidente dar un paso al costado y delegar en su primer ministro, Carlos Ferrero Costa, sus plenos poderes políticos.  Este diario fue responsable de investigar las visitas César Almeyda, cuando fundó la empresa Trei Investments, con Mossack Fonseca.
Al siguiente día el Consejo Permanente de la Organización de Estados Americanos se pronunció sobre el tema y exhortaron al gobierno, a los partidos políticos y a la sociedad civil del Perú a "lograr consensos nacionales que aseguren la estabilidad democrática". El 14 de febrero, el presidente ratificó a Carlos Ferrero Costa en el Premierato y al siguiente día juramentó un recompuesto gabinete con 13 miembros independiente.
En marzo de 2004, el gobierno anunció la desactivación del Consejo Nacional de Inteligencia por casos relacionados con espionaje. En octubre de ese año se confirmó el embargo monetario.
En mayo de ese año, la justicia peruana confirmó que Almeyda desvío los fondos de Petroperú para la remodelación del Palacio de Gobierno, en julio del 2001.

### 2005-2006

#### Andahuaylazo
El 1 de enero de 2005, a las 4:25 a. m., mientras el presidente Alejandro Toledo estaba de vacaciones en Punta Sal celebrando el Año Nuevo, se produjo la toma de la comisaría de Andahuaylas en el departamento de Apurímac, por parte de Antauro Humala, quien estaba adoctrinado bajo los principios del etnocacerismo. La causa principal que llevó a Antauro a hacer este intento de golpe de Estado junto a la asonada, fue la medida del gobierno de Toledo que tomó, el 31 de diciembre de 2004, contra los oficiales que se enfrentaron a la ex dictadura impuesta en el gobierno de Alberto Fujimori; uno de los perjudicados por dicha medida fue su hermano Ollanta Humala, quien en ese momento cumplía funciones militares en el grado de teniente coronel.
El mayor del Ejército Peruano Antauro Humala (presuntamente por órdenes de su hermano Ollanta Humala) lideró esta asonada con 150 seguidores del etnocacerismo, con quienes capturó la sede de la comandancia policial de dicha ciudad. Estos fueron apoyados inicialmente por los andahuaylinos, quienes en un primer momento les proporcionaron alimentos y ropa; y, a su vez, obstaculizaron el intento de establecer el orden público por parte de la policía. Sin embargo, la resistencia de los pocos policías fue débil y corta. El único momento en el que hubo una lucha más intensa fue cuando una reducida patrulla policial regresó a la comandancia y trató de recobrar el control del puesto. Fue en ese enfrentamiento que resultaron heridos 5 policías y 2 reservistas. En total, 17 policías y soldados fueron tomados como rehenes. Además, los etnocaceristas, que contaban con escasas armas se apropiaron del armamento policial (cerca a 80 fusiles automáticos ligeros o FAL) y municiones. Un día después, el 2 de enero de 2005, el presidente Alejandro Toledo declaró en estado de emergencia a la región de Apurímac y coordinó el desplazamiento de más de 300 agentes de la DIROES al lugar de los hechos. Sin embargo, el domingo 2 de enero de 2005, a las cinco de la mañana, etnocaceristas emboscaron a una patrulla del Escuadrón Verde y asesinaron a cuatro policías. Debido a ello, Humala solicitó la renuncia del presidente Alejandro Toledo por corrupción y "entreguismo" a los capitales extranjeros, especialmente chilenos. Al día siguiente, 3 de enero, más de mil pobladores ingresaron en la Plaza de Armas con Antauro al frente. En un primer momento se pensó que Antauro se entregaría, pero eso no ocurrió. Luego de reunirse con el general de la policía Félix Murazzo, Antauro realizó un paseo triunfal de vuelta a la comisaría. En el trayecto se sucedieron disparos y un reservista cayó abatido, mientras dos de ellos y otros dos civiles resultaron heridos. Sin embargo, por la noche y en momentos en que negociaba su rendición en la municipalidad de Andahuaylas, Antauro fue arrestado. pero la revuelta final acabó el 4 de enero con la rendición de los 150 reservistas, luego de recibir una carta de Antauro, pidiéndoles que depongan las armas, pues hasta ese momento aún tenían tomada la comisaría de Andahuaylas. finalmente Antauro Humala fue enviado a una cárcel de la capital y sería hasta el año 2011 que recibiría una condena final de 19 años por rebelión, secuestro agravado, sustracción de armas de fuego, daños agravados y homicidio simple.

#### Declaración del Presidente por caso firmas falsas
El 23 de marzo de 2005, la Comisión Investigadora sobre el caso de las firmas falsas interrogó al presidente Alejandro Toledo en Palacio de Gobierno. El presidente estuvo acompañado por los ministros Carlos Ferrero Costa, el ministro de Justicia, Eduardo Salhuana, el ministro de Trabajo Juan Sheput, así como asesor legal Jorge Danós Ordóñez. 

#### Crisis del gabinete Ferrero
En los primeros días de agosto de 2005, surgió el rumor de la posible designación de Fernando Olivera como Canciller, nombramiento que había sido descartado por el premier. Sin embargo; el día 10 llegó a Palacio de Gobierno el primer ministro Carlos Ferrero Costa a firmar la resolución suprema que nombraba a Olivera como ministro.
El 11 de agosto, Olivera asistió a Palacio a juramentar como Ministro de Relaciones Exteriores; pese a ello, la Presidencia del Consejo de Ministros envió un comunicado minutos después de la toma de juramento, en el cual se anunciaba a todos los medios de prensa la renuncia con carácter de irrevocable del primer ministro Carlos Ferrero Costa. Según la constitución, si el presidente del Consejo de Ministros es censurado, o si renuncia o es removido por el presidente de la República, se produce la crisis total del gabinete, es decir todos los ministros están obligados a renunciar. 
En medio de la ceremonia, el presidente Toledo se enteró de la renuncia de Ferrero, y salió de palacio con dirección a la PCM, mientras los ministros Carlos Bruce, Pilar Mazzetti y Eduardo Salhuana presentaban su renuncia. Toledo no logró encontrar a Ferrero en su lugar de trabajo y regresó a palacio junto a los ministros, una hora después apareció Olivera, pero no participó en el encuentro por la oposición de algunos miembros del gabinete. En un intento por mitigar la crisis, el presidente Toledo dijo, después de la dimisión irrevocable de Ferrero y de los otros ministros, que él había pedido la renuncia de todo el gabinete para a dejar libre a los ministros que quieran participar en las elecciones presidenciales de 2006.
Al mediodía del 12 de agosto Olivera asumió el cargo en el Palacio de Torre Tagle (sede de la cancillería) pese a ser un ministro saliente; 2 días después Olivera renunció. El día 16, Toledo nombró Presidente del Consejo de Ministros a Pedro Pablo Kuczynski, quien nombró a Óscar Maúrtua como Ministro de Relaciones Exteriores.

#### Programa Juntos
En septiembre de 2005 se inició el programa Juntos, que buscó financiamiento a personas en situación de pobreza. Entre los sectores que recibieron apoyo económico fueron educación, salud y empleo.

### Últimos meses del gobierno
El jueves 8 de diciembre, Alejandro Toledo convocó a elecciones generales para el 9 de abril de 2006, para la elección del Presidente de la República y Vicepresidentes, así como de los Congresistas de la República y representantes peruanos ante el Parlamento Andino. Las elecciones se realizaron y pasaron a segunda vuelta Ollanta Humala y Alan García; el balotaje se realizó en junio, en donde resultó ganador Alan García.
El 28 de julio se dio la ceremonia de transmisión de mando, inició en la Catedral de Lima con la tradicional misa y Te Deum, celebrados por Juan Luis Cipriani. Luego de ello, Toledo regresó a Palacio de Gobierno, mientras que al Palacio Legislativo llegaban los presidentes de los poderes públicos, del Tribunal Constitucional, el gabinete ministerial saliente presidido por el doctor Pedro Pablo Kuczynski. Asimismo, llegó el cardenal Juan Luis Cipriani Thorne, el Nuncio Apostólico de Su Santidad y decano del cuerpo diplomático acreditado en el Perú, jefes y oficiales de las Fuerzas Armadas y Policiales, así como los familiares más cercanos del nuevo Presidente de la República y los expresidentes Valentín Paniagua y el general Francisco Morales Bermúdez.
Toledo llegó al Palacio Legislativo, se le rindieron los honores militares por el contingente de las Fuerzas Armadas; luego de ello se dirigió al hemiciclo, subió al estrado y dio su último discurso a la nación, en el cual hizo un balance de su gestión y deseó éxitos al mandato de García.

## Aspecto económico
Bajo el mando de Alejandro Toledo, el Perú creció significativamente durante cada mes y cada año de su gestión; y además este crecimiento fue diversificado y orientado hacia las exportaciones. En el periodo 2001-2005, el crecimiento acumulado del PIB fue de 20,6 %, las exportaciones crecieron 44,7 % y la inversión privada 25,2 %.

### Estabilidad de precios
Durante los cinco años de gobierno del presidente Alejandro Toledo, la inflación que fue controlada durante la década de los noventa, durante los dos gobiernos consecutivos de Alberto Fujimori, ha tenido una evolución decreciente respecto al año 2000, en el año 2001 la tasa de inflación fue negativa en 0,13%, volviéndose a incrementar a 1,5% y 2,5% en el 2002 y 2003 respectivamente. En el año 2004 la inflación ascendió a 3,5%, tasa mayor a la registrada en el año 2003 (de 1%), para volver a descender a 1,5% en el 2005, reflejando una reducción significativa con relación al año anterior. Por otro lado, durante el período 2001-2005, la inflación promedio anual fue de 1,8%, demostrando la existencia de estabilidad de precios en la economía peruana, lo cual es un reflejo de solidez y buenos fundamentos macroeconómicos, dejados por su antecesor el agrónomo Alberto Fujimori.

### Crecimiento económico
A partir de 1999 la economía peruana empezó a recuperarse lentamente, luego de un año en que se combinó el impacto simultáneo de la crisis externa y Fenómeno del Niño, continuando de manera más acelerada y sostenida en el año 2000, que terminó con una tasa de crecimiento del Producto Bruto Interno (PBI) de 3,0%. Pero esta recuperación de la economía se revirtió en el 2001, como consecuencia de la crisis política generada por la rerreelección del presidente Alberto Fujimori. 
Sin embargo, a partir de 2002, gracias a la estabilidad macroeconómica conseguida durante los dos gobiernos de Alberto Fujimori y a las condiciones externas extraordinariamente favorables, al incremento de los impuestos y de la deuda pública, etc., nuevamente se inicia la senda del crecimiento del Producto Bruto Interno (PBI) de 5,2%. En el 2003, la tasa de crecimiento económico disminuyó ligeramente a 3,9% (1,3% menos respecto al año anterior), para volver a incrementarse en el 2004, que terminó con una tasa de crecimiento de 5,2%. En el 2005, la actividad económica continuó creciendo sostenidamente, alcanzando una tasa de crecimiento del Producto Bruto Interno (PBI) de 6,4%
Entre el 2001 y 2005 la economía peruana experimentó un crecimiento sostenido con una moderada tasa de crecimiento, con un promedio anual de 4,5%. Cabe subrayar el giro de 180 grados de la gestión del Estado pues durante el gobierno de Alejandro Toledo empresarios peruanos compraron empresas chilenas en el Perú, cosa que dudosamente pasaría. No ha sido un modelo económico, sino gestión.

### Tratado de libre comercio
Durante su gobierno se firmaron acuerdos comerciales con diferentes países, entre ellos destacan los tratados de libre comercio con Tailandia, Estados Unidos de América y China.

### Rol del Ministerio de Economía
El Ministerio de Economía y Finanzas (MEF) desempeñó el rol de un ente fiscalizador que buscaba transparencia mediante reformas acerca del manejo económico del Estado, así como medidas que promovían el hacer público el uso de los recursos. Así mismo, aprovechó la fragmentación congresal a su favor para establecer vínculos que le asegurarían anticiparse ante posibles iniciativas políticas que pudieran afectar la economía del país. De hecho, fue uno de los ministerios en los que el uso indebido de asignación de cargos públicos se dio en menor porcentaje, lo cual representaba una influencia política mínima, al contrario, realizó el papel de “opositor” en busca de controlar posibles abusos de presupuesto por parte del partido Perú Posible y el presidente Alejandro Toledo.
Aquella postura del MEF contra el partido y el presidente contradice el pensamiento popular de que los técnicos son considerados como subordinados de los políticos. Un ejemplo de ello fue que la SNIP (Sistema Nacional de Inversión Pública) restringió y controló el gasto de inversión público en área tradicionalmente asociadas con el clientelismo, debido a que su función era reducir gastos ineficientes o detectar excesivos costos en algunos proyectos. Sin embargo, aquello fue utilizado por el presidente como una excusa ante las promesas políticas incumplidas, aludiendo que a causa de esta área no podía efectuar los proyectos enunciados en la campaña electoral.
Finalmente, el presidente, a pesar de sus peticiones, acataba los límites impuestos por el MEF, lo cual promovía la aparición de un posible aliado que aseguraría el cumplimento de sus órdenes y evitaría la politización del sector. Aquello se efectuó al buscar presionar  al presidente para que se oponga a proyectos aprobados por el Congreso que contenían elementos sospechosos de malversación de fondos. Finalmente, otra de las técnicas utilizadas para resaltar su autonomía y superioridad frente a influencias políticas fue la propia iniciativa del MEF a formular, impulsar e implementar políticas públicas, lo cual contradecía lo que la teoría democrática presupone que los políticos deberían ser los interesados en procesar los intereses de la población.

## Aspecto urbano
En el gobierno de Toledo se estableció el plan general de Mivivienda para la venta de residencias a bajo coste.

## Poderes del Estado

### Congreso
Ejercieron el cargo de Presidente del Congreso de la República del Perú:
| Presidente del congreso     | Periodo                                   |
| --------------------------- | ----------------------------------------- |
| Carlos Ferrero Costa        | 26 de julio de 2001 - 26 de julio de 2003 |
| Henry Pease García Yrigoyen | 26 de julio de 2003 - 26 de julio de 2004 |
| Ántero Flores-Aráoz Eparza  | 26 de julio de 2004 - 26 de julio de 2005 |
| Marcial Ayaipoma Alvarado   | 26 de julio de 2005 - 26 de julio de 2006 |

### Poder Judicial
Ejercieron el cargo de Presidente de la Corte Suprema del Perú:
| Presidente de la Corte Suprema | Periodo                                 |
| ------------------------------ | --------------------------------------- |
| Óscar Alfaro Álvarez           | 14 de mayo de 2001 - 2 de enero de 2003 |
| Hugo Sivina Hurtado            | 2 de enero de 2003 - 3 de enero de 2005 |
| Walter Vásquez Bejarano        | 3 de enero de 2005 - 2 de enero de 2007 |

## Poder Ejecutivo

### Vicepresidentes
Raúl Díez Canseco Terry tras enfrentar duras acusaciones por favorecer al padre de su pareja sentimental con beneficios tributarios, renunció a la vicepresidencia de manera irrevocable el 30 de enero de 2004.
| Vicepresidencia         | Nombre                   | Notas                                                       |
| ----------------------- | ------------------------ | ----------------------------------------------------------- |
| Primera Vicepresidencia | Raúl Díez Canseco Terry  | Renunció                                                    |
| Segunda Vicepresidencia | David Waisman Rjavinsthi | A partir de enero de 2004 ejerció como único vicepresidente |

## Sondeos de opinión

### Aprobación presidencial
| Encuestadora/Medio                     | Fecha             | Muestra | Alejandro Toledo (Presidente de la República) | Alejandro Toledo (Presidente de la República) | Alejandro Toledo (Presidente de la República) |    |      |      |    |
| Encuestadora/Medio                     | Fecha             | Muestra | Aprob.                                        | Desap.                                        | NS/NO                                         |    |      |      |    |
| -------------------------------------- | ----------------- | ------- | --------------------------------------------- | --------------------------------------------- | --------------------------------------------- | -- | ---- | ---- | -- |
| Encuestadora/Medio                     | Fecha             | Muestra | Universidad de Lima/RPP                       | 17–18 nov 2001                                | NS/NO                                         | NA | 35.6 | 54.7 | NA |
| Apoyo/RPP                              | Mar 2002          | 541     | 25                                            | 65                                            | 10                                            |    |      |      |    |
| Datum/RPP                              | Jul 2002          | 416     | 21.2                                          | 75.2                                          | NA                                            |    |      |      |    |
| Datum/RPP                              | 14–17 dic 2002    | 603     | 26                                            | 66.2                                          | NA                                            |    |      |      |    |
| CPI/RPP                                | Abr 2003          | NA      | 17.8                                          | 74.7                                          | NA                                            |    |      |      |    |
| Apoyo/RPP                              | May 2003          | 535     | 14                                            | 81                                            | NA                                            |    |      |      |    |
| Apoyo/El Comercio                      | Jun 2003          | 538     | 11                                            | 85                                            | NA                                            |    |      |      |    |
| Analistas & Consultores/RPP            | 31 jul–1 ago 2003 | 400     | 15.3                                          | 82.2                                          | 2.5                                           |    |      |      |    |
| Universidad de Lima/RPP                | 24–25 ago 2003    | NA      | 14.4                                          | 81.4                                          | NA                                            |    |      |      |    |
| Universidad Nacional de Ingeniería/RPP | 7 feb 2004        | 800     | 7.5                                           | 89.9                                          | NA                                            |    |      |      |    |
| Universidad de Lima/RPP                | 6–7 feb 2004      | 574     | 8.6                                           | 84.9                                          | NA                                            |    |      |      |    |

| Predecesor: Gobierno de Valentín Paniagua | Gobierno del Perú 28 de julio de 2001 a 28 de julio de 2006 | Sucesor: Segundo gobierno de Alan García |